# 吳瓊 (歌手)
吳瓊（Wu Qiong，1983年10月8日—），是英皇星藝的女歌手。出生於中国河北省保定市。2002年獲得全國校園歌手大賽西安赛區通俗组（銀獎）。2006年参加中央電視台《夢想中國》五強。後簽約英皇星藝。2008年4月22日推出個人專輯《她是你的誰》。2012年推出第二張專輯《光語者》。2014年曾参加《中国好歌曲》第一季成为蔡健雅戰隊學員。

## 唱片

### 音樂
- 她是你的誰（2008）

- 光語者（2012）

## 獎項

### 2002
- 全國校園歌手大賽西安賽區通俗組銀獎（獲獎）

### 2006
- 2006 CCTV《夢想中國》五強（獲獎）
- 2006 河北省保定市形象大使（獲獎）

### 2011
- 2011 香港亞洲流行音樂節最佳歌曲演繹（獲獎）
- 2011 香港亞洲流行音樂節亞洲超級新星（獲獎）